# Општина Магуреле (Илфов)
Магуреле (рум. Mãgurele) општина је у Румунији у округу Илфов.
Oпштина се налази на надморској висини од 68 m.